# Плод Святого Духа
Плод Святого Духа — в новозаветном богословии это добродетели, которые требуют, помимо усилий самого человека, содействия Бога. Их называет апостол Павел в 5-й главе Послания к Галатам: «Плод же духа: любовь, радость, мир, долготерпение, благость, милосердие, вера, кротость, воздержание. На таковых нет закона» (Гал. 5:22-23).
По толкованию Феофилакта Болгарского, «от нас даётся семя, то есть произволение, но чтобы стать ему плодом — это зависит от Бога».

## Любовь (греч.agape,лат.caritas)
«Агапэ», одно из греческих слов, которые на русский язык переводятся словом «любовь», начало широко употребляться в Септуагинте (Иерем. 2:2; 2 Цар. 13:15; Еккл. 9:6; Песн. 2:4,5,7), в Евангелиях (напр., Мф. 22:37—39) и апостольских посланиях (напр., Рим. 13:10; 2 Ин. 4:7).
«Агапе — это любовь к Богу, любовь-благоговение и любовь к ближнему, то есть любовь-забота. Это — любовь-самоотречение, самопожертвование (Иоан. 15:13, Рим. 5:7; 1 Ин. 3:16; Галат. 2:20), одна из трех христианских добродетелей (наряду с верой и надеждой). Также и любовь к врагам обозначается словом „агапе“ или родственными ему.»

— 
Апресян Р. Г. Агапе // Новая философская энциклопедия / Ин-т философии РАН; Нац. обществ.-науч. фонд; Предс. научно-ред. совета В. С. Стёпин, заместители предс.: А. А. Гусейнов, Г. Ю. Семигин, уч. секр. А. П. Огурцов. — 2-е изд., испр. и допол. — М.: Мысль, 2010. — ISBN 978-5-244-01115-9.
Словом «агапэ» также обозначается любовь Бога к человеку.
Апостол Павел так описывает любовь в 13-й главе Первого послания к Коринфянам:
Любовь долготерпит, милосердствует, любовь не завидует, любовь не превозносится, не гордится, не бесчинствует, не ищет своего, не раздражается, не мыслит зла, не радуется неправде, а сорадуется истине; все покрывает, всему верит, всего надеется, все переносит. Любовь никогда не перестает. 
Уильям Баркли указывает, что 
«агапе» — слово, которое употребляют христиане, обозначает нерушимую благожелательность. Это значит, что, независимо от того, как относится человек к нам — оскорбляя, обижая или унижая нас, — мы всегда будем желать ему лишь только добра. Поэтому это чувство исходит столько же от ума, сколько и от сердца; оно столь же результат нашей воли, сколько и наших чувств. Это сознательное усилие, которое мы можем сделать только с Божьей помощью, и никогда не желает ничего кроме добра даже тем, кто желает нам самое плохое.

## Радость (греч.chara,лат.gaudium)
Толкователи Писания указывают, что апостол Павел имеет здесь в виду «радость о Боге», то есть отличную от «обычной» радости, радость, имеющую своим источником Бога.
Духовная радость является следствием обращения к Богу: «Возврати мне радость спасения Твоего и Духом владычественным утверди меня» (Пс 50:14)
Апостол Павел пишет в Послании к Филиппийцам 4:4: «Радуйтесь всегда в Господе; и ещё говорю: радуйтесь».
Уильям Баркли указывает: «Греческое слово „хара“ характерно тем, что оно чаще всего выражает радость, источником которой является религиозное переживание (ср. Пс. 29,12; Рим. 14,17; 15,13; Фил. 1,4.25).»

## Мир (греч.eirene,лат.pax)
Св мир. Любовь есть корень всех благ, за ней следует радость, поскольку любящий всегда радуется. Такой человек всё делает ради Бога, и зло переносит ради Бога и с радостью. У него «благая совесть», поэтому от любви и радости происходит душевный . Душевный мир не волнуется помыслами, а если такой человек и враждует, то не против людей, а против их пороков, и, любя людей, враждует ради их исправления.
Протестантский проповедник-харизмат Рик Реннер указывает:
Словом «мир» переведено греческое слово eirene, соответствуещее еврейскому слову shalom, передающему идею целостности, завершённости, спокойствия души, на которое не влияют внешние обстоятельства или тяготы. Слово eirene предполагает правление порядка среди хаоса. Когда в душе человека царит мир, он уравновешен и ведет себя спокойно даже в обстоятельствах, которые для обычного человека были бы травматичными, расстраивали, действовали на нервы. Не позволяя трудностям жизни сломать его, человек в состоянии мира «целен, стабилен, открыт для Бога».

В Евангелии от Иоанна Иисус говорит: «Мир оставляю вам, мир Мой даю вам; не так, как мир даёт, Я даю вам. Да не смущается сердце ваше и да не устрашается.» (Ин 14:27)
В Нагорной проповеди Иисус говорит: «Блаженны миротворцы, ибо они будут наречены сынами Божиими» (Мф 5:9)
Пророк Исайя говорит: «„Нечестивым же нет мира“, говорит Господь.» (Ис 48:22)
Словом «eirene» в греческом языке также описывалось спокойствие, «которое царит в стране при справедливом и благодетельном правлении хорошего правителя; но оно также употреблялось для описания хорошего порядка, царившего в городе или в деревне».

## Долготерпение (греч.makrothumia,лат.longanimitas)
Блаж. Феофилакт Болгарский так проводит различие между долготерпением и кротостью: долготерпеливый по долгом размышлении, не поспешно, наказывает грешника, а кроткий совсем прощает.
Греческое слово греч. makrothumia, как правило, применялась по отношению к человеку, который мог отомстить за себя, но не сделал этого. В греческом языке Библии это слово используется в качестве одного из эпитетов Бога. В Первой книге Маккавеев (8:4) сказано, что римляне через долготерпение «благоразумием и твёрдостью» стали властелинами мира. Римляне никогда не заключали мира со своим врагом, даже если терпели поражение. Уильям Беркли пишет, что «это слово не употребляется для передачи терпеливости по отношению к вещам или событиям, а только к людям».
Св. Иоанн Златоуст определяет долготерпение как «благоволение человека, обладающего властью и силой, чтобы отомстить, но не делающего этого; долготерпеливый — добродетельный человек, медленный на гнев.»
В Новом Завете это слово обычно употребляется для характеристики отношения Бога к людям (Рим. 2,4; 9,22; 1 Тим. 1,16; 1 Пет. 3,20).
Книга Исход, 34:6 говорит про Бога: «Бог человеколюбивый и милосердый, долготерпеливый и многомилостивый и истинный».

## Благость (греч.chrestotes,лат.benignitas)
Блаж. Феофилакт указывает, что «благость нечто более общее сравнительно с милосердием (άγαθοδύνη)». Бог благ ко всем, но оказывает милосердие только достойным.
Благость, chrestotes, также иногда переводится как милосердие, доброта или великодушие. Плутарх считал, что благость важнее справедливости. Этим словом также называется старое вино («доброе, выдержанное»). Этим же словом названо «лёгкое» (благое, chrestos) иго (Мат. 11,30).
Конкорданс Стронга указывает, что chrestotes обозначает действие во благо людей вне зависимости от их действий, а также нечто пригодное, приспособленное для использования для нужного дела; доброта, которая помогает:

Конкорданс Стронга #5544: благость — это великодушие в действии, благое расположение, мягкость в отношениях, благожелательность, приветливость, доброта. Слово описывает способность действовать во благо тем, кто испытывает ваше терпение. Святой Дух сглаживает характер человека, который Ему доверился.
Протестантский богослов Рик Реннер указывает, что слово «chrestotes», описывающее межличностные отношения, говорит о приспособлении к нуждам других людей. Человек, обладающий этим качеством, стремится приспособиться к нуждам окружающих, вместо того чтобы требовать, чтобы приспосабливались к нему.

## Милосердие (греч.agathosune,лат.bonitas)
Слово 'agathosune', употребляемое Павлом, характерно для языка Библии и не употребляется в разговорном языке (Рим. 15,14; Еф. 5,9; 2 Фес. 1,11). Это высшая степень великодушия, «добродетель, обладающая всеми достоинствами». В отличие от «благости», «милосердие» может заключать в себе упрёк и наказание. Христианину нужна такая благодать, которая была бы твёрдой и милосердной.
На английский слово 'agathosune' переводится двумя разными словами: kindness и goodness, второе выражает такой аспект значения, как прямота сердца и жизни.

## Вера (греч.pistis,лат.fides)
Здесь апостол Павел, по блаж. Феофилакту, «о вере говорит не о простой, но о той, которая двигает горами, которая несомненно верит, что невозможное у людей возможно для Бога».
Слово pistis' в греческом языке обозначает человека, достойного доверия, на которого можно положиться.
«Pistis» — это посвящение себя чему-то или кому-то, например, супругу, делу, религии. Быть верным — значит иметь решимость не отступать от обещаний и обязательств. Быть верным не всегда легко. Настоящая верность требует доверия Богу. "Да даст вам, по богатству славы Своей, крепко утвердиться Духом Его во внутреннем человеке, верою вселиться Христу в сердца ваши, " (Еф. 3:16-17)
Автор Послания к Евреям называет Иисуса «совершителем веры»: «взирая на начальника и совершителя веры Иисуса, Который, вместо предлежавшей Ему радости, претерпел крест, пренебрегши посрамление, и воссел одесную престола Божия.» (Евр 12:2)
Слово 'pistis' образовано от глагола 'peithô' — «убеждать или быть убеждённым», так что слово «вера» приобретает оттенок «божественного убеждения», полученного от Бога, а не создаваемого человеком самостоятельно.

## Кротость (греч.prautes,лат.modestia)
Слово prautes в Новом Завете имеет три главных значения:
- кроткий (Мат. 5,5; 11,29; 21,5), то есть покорный воле Божией.
- внемлющий учению, не возгордившийся настолько, чтобы отказаться учиться (Иак. 1,21).
- внимательный к другим (1 Кор. 4,21; 1 Кор. 10,1; Еф. 4,2).

Аристотель называл prautes человека, который гневается только тогда, когда для этого есть настоящий повод. Также это слово применялось к прирученному животному.
«Братие, аще и впадёт человек в некое прегрешение, вы духовнии исправляйте таковаго духом кротости: блюдый себе, да не и ты искушён будеши.» — русск. перевод: «Братия! Если и впадёт человек в какое согрешение, вы, духовные, исправляйте такового в духе кротости, наблюдая каждый за собой, чтобы не быть искушённым» (Гал 6:1).
«Молю убо вас аз юзник о Господе, достойно ходити звания, в неже звани бысте,
со всяким смиреномудрием и кротостию, с долготерпением, терпяще друг другу любовию.» — русск. пер.: «Итак, я, узник в Господе, умоляю вас поступать достойно звания, в которое вы призваны, со всяким смиренномудрием и кротостью и долготерпением снисходя друг ко другу любовью» (Еф. 4:1-2)

## Воздержание (греч.egkrateia,лат.continentia)
Воздержание не только от еды (напр., во время поста), но и от всего дурного.
У Платона слово «egkrateia» значит «самообладание». Это слово характеризует спортсмена, тренирующего своё тело (1 Кор. 9,25) и христиан, ставших хозяевами своих страстей, в том числе полового влечения (1 Кор. 7,9). «Человек с воздержанием справляется со своими желаниями и страстями, подчинив их себе».
«…то вы, прилагая к сему всё старание, покажите в вере вашей добродетель, в добродетели рассудительность, в рассудительности воздержание, в воздержании терпение, в терпении благочестие, в благочестии братолюбие, в братолюбии любовь.» (2 Петр 1:5-7)